# Movimento di Educazione Socialista
Il Movimento di Educazione Socialista (社會主義教育運動T, 社会主义教育运动S, Shèhuìzhǔyì Jiàoyù YùndòngP), noto anche come Movimento delle quattro pulizie (四清運動T, 四清运动S, Sìqīng YùndòngP), era un movimento politico lanciato da Mao Zedong nel 1963 nella Repubblica popolare cinese. Mao ha cercato di rimuovere gli "elementi reazionari" all'interno della burocrazia del Partito Comunista Cinese. Il movimento è durato fino al 1965 o al 1966.
I ricercatori cinesi hanno sottolineato che il movimento ha provocato almeno 77.560 morti, con 5.327.350 persone perseguitate. Nel movimento, il rapporto tra Mao Zedong e Liu Shaoqi, il secondo presidente della Cina e potenziale successore di Mao, è peggiorato. Il Movimento di Educazione Socialista è considerato il precursore della Rivoluzione Culturale, durante la quale Liu fu perseguitato a morte come "traditore" e inseguitore capitalista.

## Descrizione
Le "quattro pulizie" includono:
- politica
- economia
- organizzazione
- ideologia